# Fürst von Bismarck
Fürst von Bismarck  ist ein Titel des deutschen Adels. Der Fürst von Bismarck führt den Titel einer Durchlaucht.

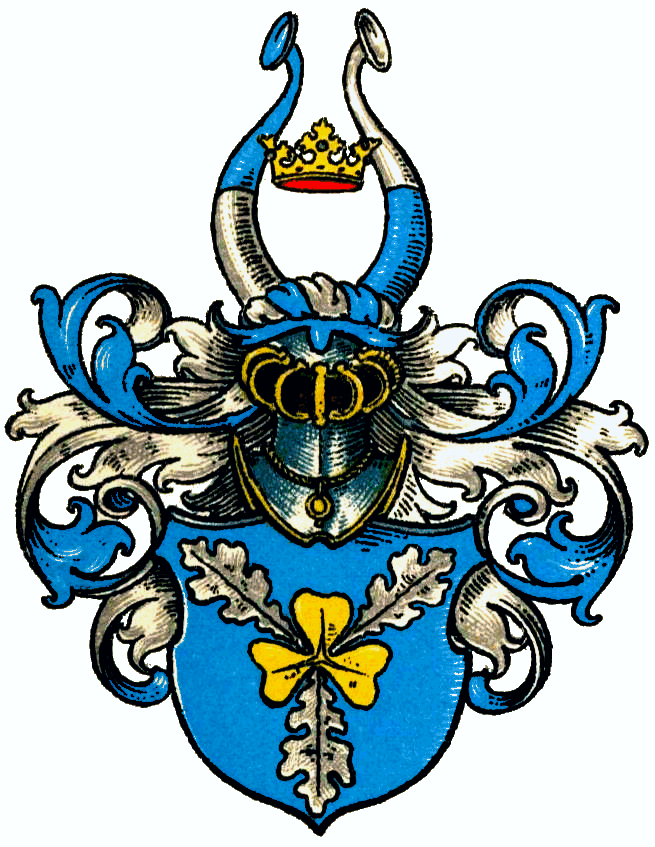
Wappen der Familie Bismarck

## Geschichte
Der Titel wurde 1871 für den Staatsmann Otto von Bismarck (1815–1898) geschaffen, der im Laufe seiner Karriere mehrere Adelstitel erhielt. Er stammte aus einer adligen Junkerfamilie (dem Haus Bismarck) und nannte sich zu Beginn seines Lebens einfach „Herr Otto Eduard Leopold von Bismarck“. 
Im Jahr 1865 wurde er nach dem preußischen Sieg über Dänemark im Deutsch-Dänischen Krieg zum Grafen von Bismarck-Schönhausen ernannt. Schönhausen war ein Gut der Familie Bismarck in der preußischen Provinz Sachsen. Dieser erbliche Komitaltitel wird von allen Nachkommen Otto von Bismarcks in männlicher Linie getragen. 
Nachdem Preußen und seine Verbündeten Frankreich im Deutsch-Französischen Krieg von 1870 besiegt hatten und 1871 ein neues Deutsches Reich gegründet worden war, wurde Bismarck zum Fürst von Bismarck ernannt. Dieser erbliche Fürstentitel vererbt sich in männlicher Linie, wird aber nur vom ältesten Sohn der Familie geführt.

Fürstliches Wappen von Otto von Bismarck.

Als Entschädigung für seine Entlassung durch Kaiser Wilhelm II. im Jahr 1890 wurde Bismarck schließlich zum Herzog von Lauenburg ernannt, allerdings nur auf Lebenszeit, und ihm wurde der erbliche Titel Durchlaucht verliehen, den der amtierende Fürst führte. Das Herzogtum Lauenburg gehörte zu den Gebieten, die Preußen (und Österreich) 1864 von Dänemark übernommen hatten, und die Wahl dieses Titels war daher eine Anspielung auf Bismarcks Karriere.
Nach Bismarcks Tod im Jahr 1898 erlosch sein Herzogtum und der Fürstentitel ging auf seinen ältesten Sohn Herbert über. Der Ur-Ur-Enkel von Otto von Bismarck wird von bestimmten Kreisen immer noch als Fürst bezeichnet, obwohl die Privilegien des Adels 1919 abgeschafft wurden.